# 竹中平蔵
竹中 平蔵（たけなか へいぞう、1951年〈昭和26年〉3月3日 - ）は、日本の実業家、政治家、経済学者。東洋大学グローバル・イノベーション学研究センター客員研究員。慶應義塾大学名誉教授。専門は経済政策。
世界経済フォーラム理事、SBIホールディングス社外取締役、森ビルアカデミーヒルズ理事長、日本経済研究センター研究顧問、外為どっとコム総合研究所首席研究理事、アドビ International Advisory Board メンバー、特定非営利活動法人万年野党アドバイザリーボードメンバー、一般社団法人外国人雇用協議会顧問、一般財団法人教育支援グローバル基金（BEYOND Tomorrow）アドバイザー、新生ホームサービス株式会社特別顧問、内閣日本経済再生本部産業競争力会議（民間）議員、内閣府国家戦略特別区域諮問会議（有識者）議員、RIZAPグループ経営諮問委員会委員、日本からヘイトをなくす会アドバイザー等を務める。
2016年（平成28年）4月から2017年（平成29年）3月まで東洋大学国際地域学部国際地域学科教授、2017年（平成29年）4月から東洋大学国際学部グローバル・イノベーション学科教授 兼 グローバル・イノベーション学研究センター長、関西大学会計専門職大学院客員教授。
参議院議員（1期）、内閣府特命担当大臣（経済財政政策担当）、内閣府特命担当大臣、総務大臣（第6代）、郵政民営化担当大臣、東京財団理事長、パソナグループ取締役会長、オリックス社外取締役等を歴任した。

## 来歴

### 生い立ち
和歌山県和歌山市小松原通りにある商店街の小さな履物小売商『竹中履物店』の次男として、1951年（昭和26年）に生まれる。実家は近所では比較的裕福な家庭で、おじは和歌山で小さなメガネ屋を経営していた。ミサワホーム社長の竹中宣雄は実兄。
和歌山市立吹上小学校、和歌山市立西和中学校、和歌山県立桐蔭高等学校に進む。高校生時代は日本民主青年同盟（民青同盟）に所属していたが、在校中に決別した。1973年（昭和48年）に一橋大学経済学部を卒業。大学では国際経済学の山澤逸平ゼミに所属。また、大学のマンドリンクラブで指揮者を務めながら、プロの奏者から打楽器を習ったり、編曲を行い、音楽家を目指したが断念。仁坂吉伸和歌山県知事とは高校の同級生である。

### 日本開発銀行勤務
日本開発銀行の設備投資研究所で初代所長を務めていた下村治にあこがれ、一橋大学経済学部を卒業し、日本開発銀行に入行した。
1977年（昭和52年）、設備投資研究所に勤務、1981年（昭和56年）、ハーバード大学、ペンシルベニア大学客員研究員。ハーバード大学留学中は設備投資に関する合理的期待の実証研究を行った。1982年（昭和57年）、大蔵省財政金融研究室（後、独立機関「財務総合政策研究所」となる）に出向し、次席主任研究官となった。
当初、主任研究官は2年の予定だったが、竹中は行動力があり、アメリカのローレンス・サマーズやジェフリー・サックスとは知り合いの間柄だったことを長富祐一郎次長（のちに大蔵省関税局長）が気に入り、長富の希望で、竹中は5年間研究官を務めた。長富祐一郎からは財政金融研究所への移籍をすすめられたが、竹中平蔵はこの誘いを断っている。ちなみにこの時の部下の一人が高橋洋一であった。
研究所在籍中の1984年（昭和59年）には、アメリカ留学中の研究成果をまとめた『開発研究と設備投資の経済学』（東洋経済新報社 1984年〈昭和59年〉7月）と題する著作でサントリー学芸賞を受賞した。
ただし、その後、佐々木実『竹中平蔵 仮面の野望（前編）』（月刊現代2005年〈平成17年〉12月号）では当時の設備投資銀行の同僚の鈴木和志（現在・明治大教授）や日本開発銀行での同僚高橋伸彰（現在立命館大教授）の実証分析のデータ結果を竹中平蔵が無断で使用していた事実が指摘された。
当時の財政金融研究所には、次長の長富祐一郎や筆頭主任研究官の吉田和男がおり、同僚として植田和男、高橋洋一がいた。

### 研究者として
大阪大学経済学部教授を務めていた本間正明の誘いで、1987年（昭和62年）、大阪大学経済学部助教授に就任。以降研究者としての道を歩む。
1989年（平成元年）、日本開発銀行を退職、ハーバード大学教授を務めていたジェフリー・サックスの誘いでハーバード大学客員准教授及び国際経済研究所客員フェローに就任した。
1990年（平成2年）に慶應義塾大学総合政策学部教授を務めていた加藤寛に誘われ、慶應義塾大学総合政策学部助教授に就任。1993年（平成5年）にアメリカ合衆国に移住。この年に出版された小沢一郎の日本改造計画の執筆に参加。コロンビア大学コロンビア・ビジネス・スクールにある「日本経営研究センター」（所長はパトリック・ヒュー教授）の客員研究員になる。
その後、母校の一橋大学に前述した論文『開発研究と設備投資の経済学』を提出し経済学博士の取得を試みたものの、大学の教授会では「あまりに初歩的すぎる」などとの意見が出て教授会での審査に不合格となった。この教授会の決定について、竹中の指導教官だった山澤逸平は、「これは一橋大の失態である」と後年述べている。

1994年（平成6年）、大阪大学にて博士（経済学）の学位を取得した（学位論文『日本経済の国際化と企業投資』）。
1996年（平成8年）に帰国、同年、慶應義塾大学教授に就任。
1997年（平成9年）、日本船舶振興会（現日本財団）の交付金で設立された基本財産397億円のシンクタンク「国際研究奨学財団（その後、1999年〈平成11年〉から東京財団に改組）」の理事に就任した。
1998年（平成10年）に同常務理事、1999年（平成11年）に東京財団理事長に就任した。
1998年（平成10年）に同財団内に設けられた「インテレクチュアル・キャビネット政策会議」では、（影の）総理に香西泰（後に政府税制調査会会長）、官房長官に島田晴雄（慶應大教授）と竹中、財政担当大臣に本間正明（大阪大教授、後に政府税制調査会会長）と吉田和男（京都大教授）、金融担当大臣に池尾和人（慶應大教授）と岩田一政（東京大教授、後に日本銀行副総裁）らが名を連ねた。これは実質竹中による政策会議で、自民党議員との交流会も頻繁に開かれ、竹中の紹介で小泉純一郎と会ったメンバーも多くいた。
また日本興業銀行経営アドバイザーや、フジタ未来経営研究所（日本マクドナルドのシンクタンク）理事長、アサヒビール社外取締役を歴任した。

### 小渕政権
1998年（平成10年）7月、小渕内閣の経済戦略会議（議長、樋口廣太郎）の委員に就任。議長代理の中谷巌を中心とした学者グループの一員として、戦略会議の理論的支柱を形成した。この経験が、のちに竹中が経済財政諮問会議を切り回す土台となったとする説もある。
会議の結論としては、日本の短期経済政策には金融健全化と大胆な財政出動を伴う追加的景気政策が必要とし、内閣総理大臣小渕恵三に対し「10兆円を大きく上回る規模の追加的財政出動」などを提言した。その後、「日本経済再生への戦略」と題した答申を発表した。

### 森政権
森内閣発足により設置されたIT戦略会議にて委員を務める。森内閣が推進するe-Japan構想に対しさまざまな提言を行った。

### 小泉政権

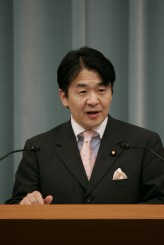
2005年、第3次小泉改造内閣発足時に首相官邸で会見する

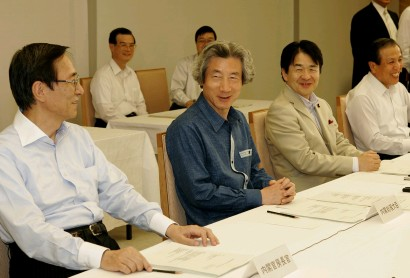
2005年、内閣総理大臣小泉純一郎、細田博之らと

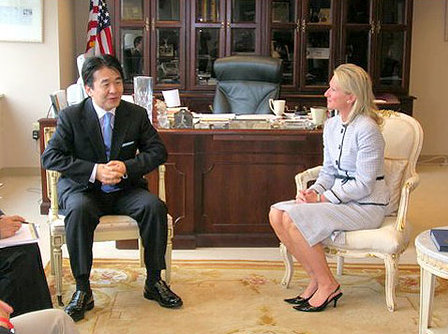
2006年8月4日、連邦通信委員会委員デボラ・テイト（右）と

2001年（平成13年）の第1次小泉内閣で、経済財政政策担当大臣とIT担当大臣に就任した。
2002年（平成14年）の第1次小泉第1次改造内閣では経済財政政策担当大臣として留任し、また、金融担当大臣も兼任する。
2003年（平成15年）、第1次小泉第2次改造内閣においても留任、内閣府特命担当大臣として金融、経済財政政策を担当。
2004年（平成16年）7月、第20回参議院議員通常選挙に自民党比例代表で立候補し70万票を獲得しトップ当選。同年9月、第2次小泉改造内閣において、参議院議員として内閣府特命担当大臣（経済財政政策）、郵政民営化担当大臣に就任。小泉内閣の経済閣僚として、日本経済の「聖域なき構造改革」の断行を標榜する。日本振興銀行に異例の速さで銀行業免許付与。
2005年（平成17年）9月、第3次小泉内閣においても役職はそのままで再任。同年10月、第3次小泉改造内閣においては総務大臣兼郵政民営化担当大臣に就任。NHKの完全民営化にも乗り出したが、首相の小泉純一郎が民営化に否定的な見解を示した為、頓挫する。2006年（平成18年）9月15日、任期を4年近く残し政界引退を表明。同年9月28日、参議院本会議で辞職許可（これに伴い神取忍が比例繰上当選）。同年11月1日、自民党党紀委員会において9月29日に提出していた離党届が了承された。さらに同日、慶應義塾大学に復帰することが明らかにされた。
国務大臣の在任期間1980日（2001年〈平成13年〉4月26日 - 2006年〈平成18年〉9月26日）は、2018年（平成30年）5月29日に2012年（平成24年）の第2次安倍内閣発足時から国務大臣在任中の菅義偉内閣官房長官、麻生太郎財務大臣（両者2018年〈平成30年〉5月29日時点で1981日）に抜かれるまでは戦後の連続最長在任記録であった。

### 小泉政権後

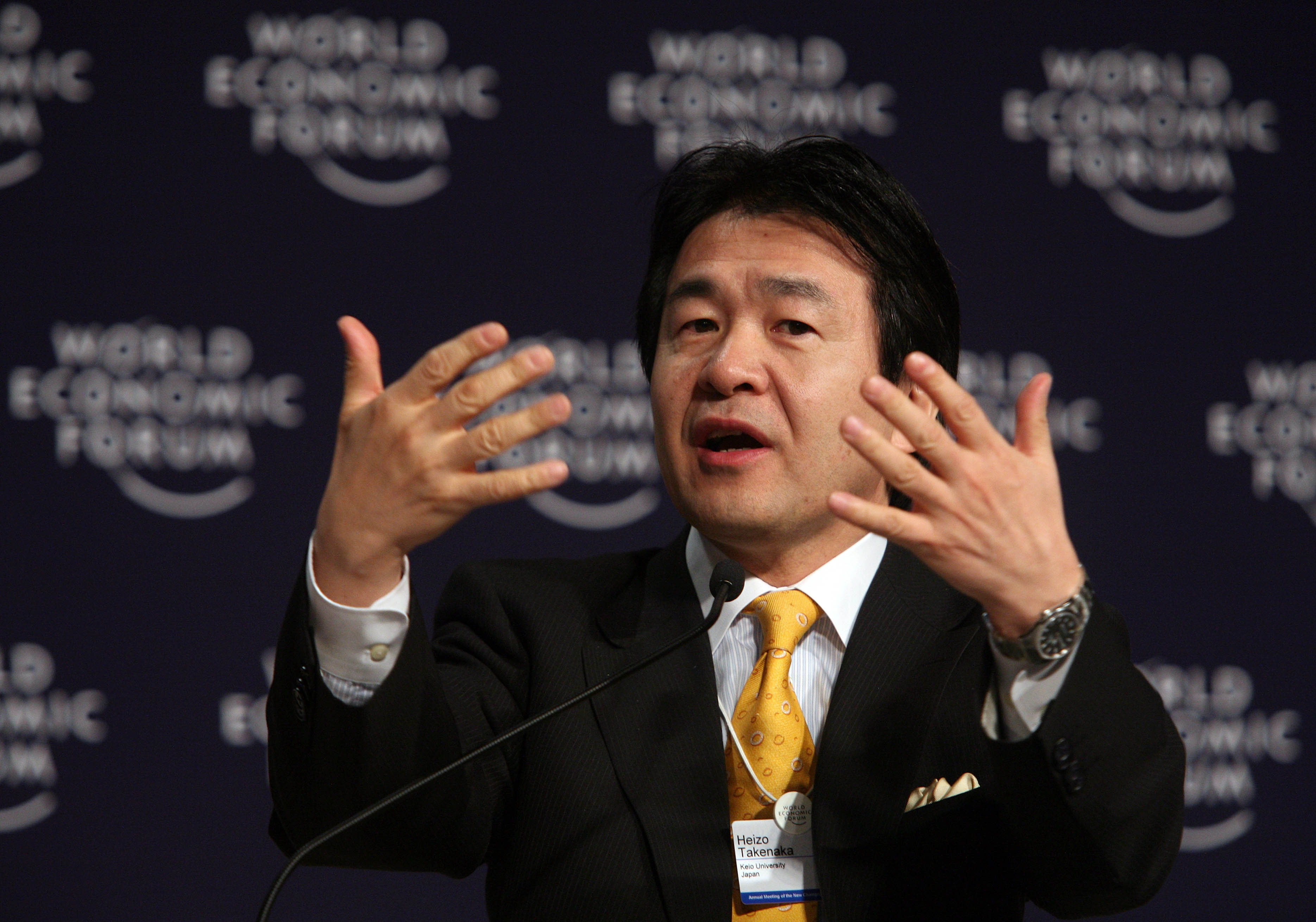
2008年9月27日、世界経済フォーラム夏季総会にて

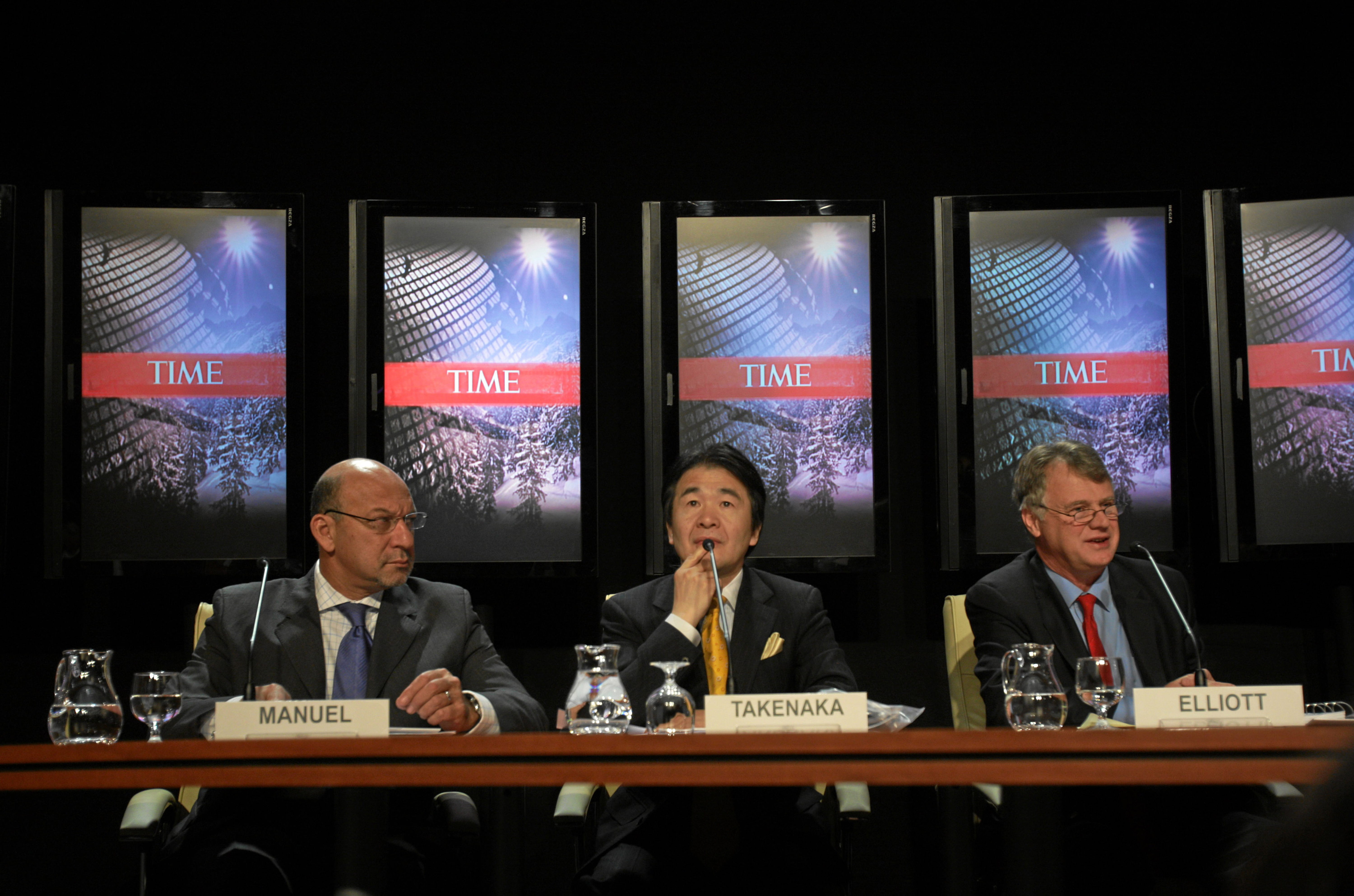
2009年1月28日、世界経済フォーラム年次総会にて南アフリカ共和国財務大臣トレバー・マニュエル（左）、『タイム』編集者ミカエル・エリオット（右）と

小泉政権後は、慶應義塾大学総合政策学部の教授 のほか、同大学グローバルセキュリティ研究所所長、日本経済研究センター特別顧問、同センター研究顧問、森ビルのアカデミーヒルズ理事長、関西大学会計専門職大学院の客員教授を務めている。
河野太郎、山本一太、世耕弘成らが結成した勉強会「プロジェクト日本復活」では顧問に就任している。また、人材派遣業のパソナにて特別顧問を務めたのち、同社の親会社であるパソナグループの特別顧問を経て取締役会長に就任した。
顧問団
2008年（平成20年）には韓国政府のアドバイザーとして顧問団に迎えられ、「当時の韓国大統領の李明博という人物の颯爽と物事に対応する姿勢や前向きな政策論など、李明博が持つ並外れた強さに大いに感銘を受けた」と語っている。
公募委員
2012年（平成24年）9月、日本維新の会が2012年衆院選の候補者を選定するための「公募委員会」委員長に起用された。

### 安倍政権
2013年（平成25年）1月8日、第2次安倍内閣では、日本経済再生本部の「産業競争力会議」メンバーに内定。現在は、民間議員という立場にある。
2014年（平成26年）1月からは、内閣府に置かれた、国家戦略特区の特区諮問会議メンバーとしても、活動をしている。同年1月6日、田原総一朗、宮内義彦ら共に、NPO法人の万年野党を設立。同年5月31日、国家戦略特区のシンポジウムを東京、六本木で開催した。
2015年（平成27年）には、オリックス社外取締役及び新生ホームサービス株式会社特別顧問に就任した。
2016年（平成28年）、慶應義塾大学を定年退職し、東洋大学国際地域学部教授及び同大学グローバル・イノベーション学研究センター長、SBIホールディングス社外取締役。また、藤田勉一橋大学特任教授の誘いで、RIZAPグループ経営諮問委員会委員に就任。
2025年（令和7年）、日本維新の会ガバナンス委員長に就任。

## 政治家として
金融再生プログラム

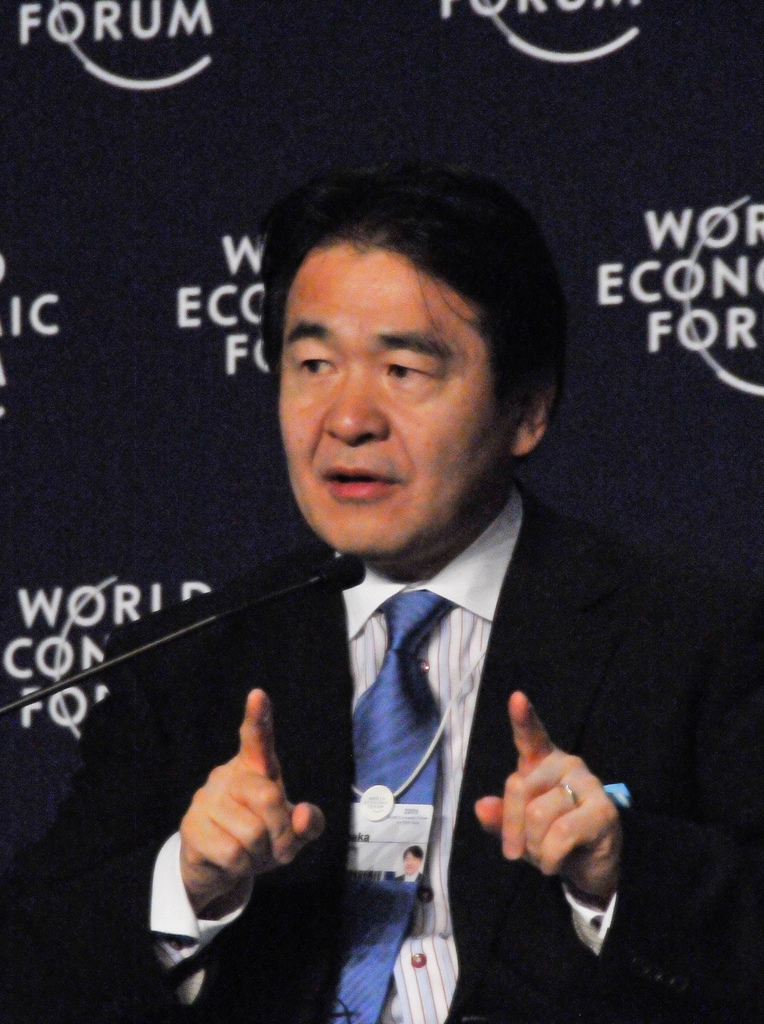
2009年6月18日に韓国のソウルで開かれた世界経済フォーラムにて

金融再生プログラムは通称「竹中プラン」と呼ばれ、不良債権処理を推進すると就任時に演説した小泉総理の命を受け、経済財政政策担当大臣に着任、その後の内閣改造では金融担当大臣を兼務した。竹中の手により不良債権処理プログラムが作成され、銀行の資産査定についてDCF法を採用し厳格化すること、繰延税金資産の計上を適正化すること、自己資本比率の劣る銀行は公的資金を注入することなどの方針が定められた。
資産査定を厳格化した結果、りそな銀行の自己資本比率は基準を下回り、足利銀行は債務超過であることが判明した。これらの銀行は預金保険機構により公的資金注入を受け、また粉飾会計を行っていた経営陣は後に刑事告発され有罪判決を受けた。

### 研究開発費の一律費用処理
会計基準の見直しにより、繰延資産の「試験研究費」を廃止し、研究開発費の一律費用処理を求めた。これについて、田淵隆明はSAPジャパンのコラムや衆議院の消費税の公聴会などで、我が国の製造業の弱体化と人材の流出の元凶であるとして早期の是正を求めている。研究開発投資は設備投資よりリスクが高いとみるのが一般的である。しかし、研究開発投資と同様、設備投資も失敗に終わることは珍しくなく、そうした場合は未償却部分を減損損失として処理し、最悪の場合には埋没費用として処分のための新たな費用を計上する。これらのことを鑑みれば、設備投資に準じて扱うべき研究開発投資が多々存在することもまた事実である。
ところが、日本では単年度ベースでの一律費用処理を求めることとなったため、製造業の弱体化と人材の流出の元凶となっているというのが田淵の主張の主旨である。田淵によれば、G7では日本を除く英、仏、独、伊は、もちろんのこと、米、加でも償却資産として資産計上することが可能となっている。実務的には、多くの研究開発案件を抱える大企業は研究開発費用を経年で平準化させ得るが、対外的に収益性を重視せざるを得ない中小企業（近々の株式公開を目指していたり銀行融資に対する旺盛な資金需要を有する伸び盛りの企業等）では、研究開発費の一律費用処理はむしろ悩みの種となる。このためこの問題は現在でも論議を呼び起こしている。

### 郵政民営化
郵政解散後の第3次小泉内閣にて総務大臣兼郵政民営化担当大臣に起用され、法案作成に携わった。三ヶ月間の政府与党協議では特に徹底して罵詈雑言を浴びせられ、前任の総務大臣である麻生太郎とは激しく対立し麻生からは、「あんたは霞ヶ関に嫌われている。あんたが言うから、皆反対に回る」、また官邸閣議では参加者から「いつか仕返ししてやる」と吐き捨てられた。
当初、野党民主党は欠席戦術を敷いていたが、郵政解散後は審議に参加するようになった（#郵政民営化広報チラシ問題・#「アメリカ追従」批判）。

### 税制
「日本の論点 '99 」(文芸春秋、1998年発行)の中では、竹中平蔵は戦後日本の極端な累進課税制は「悪しき結果平等」の価値観を普及させたとして、資本・労働など生産要素に対する課税を大幅に低下させ、かつ税率をフラット化する「フロンティア型の税制」を推奨している。各労働の潜在能力を積極的に発揮させる意味で、所得税の最高税率を引き下げることが緊急の課題であるとしている。
サラリーマンのうち30%は所得税を一銭も払っておらず、勤労意欲を失うような税制にすべきではない、価値を産みだしている人を罰するつもりでないのなら、税にあまり差を付けない方がいいとしている。また、将来的には、収入に関係なく一律に課税する人頭税へ切り替えることを視野に入れた議論を行うことも必要だとしている。

### 格差問題

G7諸国における所得再分配後のジニ係数

「改革で格差が広がったということはない」と発言している。OECDの統計では、構造改革期に格差が縮小したことが示されている。
「金持ちを貧乏人にしたところで、貧乏人が金持ちになるわけではない」というマーガレット・サッチャーの言葉を引用して、竹中は高い所得を得ている人がいること自体は解決すべき問題ではなく、努力しても貧しい人たちに社会的救済が必要であると述べた。ゆえに格差論ではなく、貧困論を政策の対象にすべきとしている。また、「格差ではなく、貧困の議論をすべきです。貧困が一定程度広がったら政策で対応しないといけませんが、社会的に解決しないといけない大問題としての貧困はこの国にはないと思います」 と述べた。ただし、政府として貧困調査をきちんとすべきであると発言している。
労働政策については、今日本に一番求められているのはフレキシキュリティだとし、「団塊の世代の中間管理職が失業すると仕事はない理由は簡単で、役に立たないからです」としている。
非正規雇用については、正社員と非正社員の区別自体が妥当でない、ワッセナー合意のように、全員を正社員にするべきであると述べた。また、「問題は、今の正社員に関して、経営側に厳しすぎる解雇制約があることだ」と主張し、「正規社員の解雇規制緩和論、新たな法律を制定することが必要だ」と述べている。「第1次安倍内閣で同一労働同一賃金の法制化を行おうとしたが（労働ビッグバン）、既得権益を失う労働組合や、保険や年金の負担増を嫌う財界の反対で頓挫した」と述べ、経済的不平等の改善には改革が急務であると主張している。
「格差が拡大する、それほど激しい競争は日本社会にはない」とし、「ほとんどが制度的な格差ですよ」と述べている。
「アメリカ追従」批判
郵政民営化など、竹中が進めた経済政策について、「アメリカのいいなりの経済政策を行っている」（対米従属論）という批判に対し、竹中は「民間でできることは民間でやることが国民や国全体のためになるという思いでやっている」（官から民へ）、「アメリカのためにやるなどと考えたこともない」などと答弁した。また、「規制緩和で既得権益を失う人たちが、私のことを憎いと思って、そういう感情的なレッテルを無理矢理貼っている。これは抵抗勢力の常套手段です」とも発言している。ノーベル経済学賞ジョセフ・E・スティグリッツから寄せられた批判では、ワシントン・コンセンサスの実現によって「格差社会」が世界中に広がっているとされ、その中で竹中の経済政策も槍玉に挙げられた。
郵政民営化は小泉就任前の持論であったが、野党は米国政府からの「年次改革要望書」などで示されるアメリカの要望に基づいたものではないかと批判し、これに竹中は「だれがどうこう言ったからということではなくて、国民の経済厚生を高めるために改革を行うという点に基づいて私は改革を進めている」、「郵政の問題について外国の方から直接要望を受けたことは一度もない」「報告書の内容をこれまで読んだことはなかった」と言明した。民主党の櫻井充は、米国通商代表ロバート・ゼーリックから竹中へ宛てた再任祝いの手紙を公表し、それに絡めて民営化された郵政会社がアメリカに買収される可能性を指摘し「拙速にこういう民営化など必要ない」と主張した が、竹中が個人私信であるレターのコピーを何故持っているのかと切り返したところこれは撤回された。
また「新自由主義者」と呼ばれる事に対し、「郵政事業の民営化はオランダでもドイツでもイタリアでも実行されたが、だから新自由主義だなどと評された例はない。私のどこが新自由主義者なのか」「新自由主義だからウンヌンではなく、各論を論議すべき」と発言している。

## 発言
「ETFは絶対儲かる」発言
2003年（平成15年）2月7日、閣僚懇談会において、各閣僚に上場投資信託（ETF）を積極的に購入するよう要請した同日の記者会見において、記者から彼自身がETFを買うか否かを問われた際、絶対に儲かると思うから買うという趣旨の発言をした。
この竹中の発言は、金融市場を監督する内閣府特命担当大臣（金融担当）であるにもかかわらず特定の金融商品の有利性を喧伝している、ETFは元本が保証されない金融商品であるのに「絶対儲かると思うので買う」と発言するのは問題があるなどと批判された。
第156回国会では野党を中心に批判が強まり、仮に証券外務員が顧客に対してこのような発言をすれば違法行為になる、金融のトップがお墨付きを与えたと受け取られるような発言が悪用される恐れがある、などと批判がなされた。まず衆議院財務金融委員会では、五十嵐文彦から「証券会社の営業マンが、絶対もうかるから買いなさいと言ったら、これは言ってはいけないこと」 と指摘がなされたうえで、証券会社の従業員が自ら発言せずとも竹中の発言を援用して金融商品を販売した場合、問題になるのではないかと質問された。同様に、衆議院本会議において、山花郁夫から「金融担当大臣としてこうした発言をすれば、どこかで悪用されることは十分にあり得る」 と批判され「仮に、証券会社の営業マンが、ホームページに掲げられていた旨を告げ、あるいは、そのホームページのコピーを示してETFの勧誘を行った、こういうケースの場合、証券取引法四十二条その他関係法律に違反する」 と指摘された。
竹中は当初、「絶対もうかるから買いなさいというような趣旨で言ったのではなく、（記者に）買いますかというふうに聞かれて、投資家として絶対もうかると思っており、買うと言ったのだから訂正云々という問題ではない」 としていた。同年2月14日の国会審議にて「誤解されかねない部分があったという面においては、必ずしも適切ではなかった」と自身の発言に問題があったことを認めた。また、証券会社が竹中の発言を引用した場合の是非についても、竹中は「証券会社の外務員等が顧客にETF購入を勧誘する際、私の発言を引用し、悪用して、ETFの価格について断定的判断を提供して勧誘していると認められるような場合には、証券取引法に違反する」 と認め、誤解を招く可能性があったとして謝罪した。
一連の騒動について、内閣官房長官福田康夫は、「公の場での発言としては多少問題があった」との見解を示した。同日、竹中は金融庁のウェブサイト から該当発言を削除した。
「民営化された日本郵政はアメリカに出資せよ」発言
BS朝日・朝日ニュースター放送の番組『竹中平蔵・上田晋也のニッポンの作り方』にて「民営化した日本郵政はアメリカに出資せよ」との見解を語った。米国のバブル経済が崩壊し、サブプライムローンに端を発した問題が顕在化し始めていたさなかの2008年（平成20年）4月の番組にて提案している。
竹中は一連の問題を「サブプライムローンそのものが悪いわけではない、リスク管理が甘く慎重に審査して貸しつけていなかった、一義的には金融機関が経営に失敗したということ、銀行としては証券化してリスク分散したはずが、結果的にリスクが社会中に広がってリスク拡散になってしまった。それが今回のサブプライム問題の本質。」「一番の責任者をアラン・グリーンスパン前FRB議長が行ったことに問題があったという穿った見方も強いが、誰かに責任を着せるのではなく前向きに対処を考えていかなければいけない。問題は誰にも予想できなかったこと。」
と一連の問題を評した上で「民営化した郵政はアメリカに出資せよ」という意見を述べた。
「そこで今回ニッポンの作り方として『民営化された日本郵政はアメリカに出資せよ』と申し上げたい。ある国が政治的な意図をもってアメリカの金融機関を乗っ取ってしまったら、アメリカ経済が影響を受けるのではという懸念も出てきている。日本郵政は民営化したので、今はSWFではない。だからアメリカから見ると安心して受け入れられる民間の資金。アメリカに対しても貢献できるし、アメリカの金融機関に出資することで新たなビジネスへの基礎もできる。」として郵政マネーをアメリカへ出資すべきとの見解を主張した。
「too big to fail」発言
ニューズウィーク2002年（平成14年）10月16日号で「メガバンクであっても、“too big to fail”（大きすぎて潰せない）の考えはとらない」と発言し、日経平均株価を暴落させた。マスコミも「金融システムの安定に責任を持つ金融相の発言としては、軽率極まりなく、片岡直温蔵相の失言が引き金になった昭和2年の金融恐慌を想起させる（読売新聞社説）」と批判し、国会で追及された。「誤解を招いたとしたら不徳の致すところだ」と陳謝しつつ、「そんな発言はしていない」と弁解した。
日本経済は余命3年
書籍『日本経済 余命3年』の中で竹中は「日本経済は余命3年」との見解を示した。著書は池田信夫、土居丈朗、鈴木亘との共著で、2010年（平成22年）11月にPHP研究所により出版された。この中で「2012年-2013年までが最後のチャンスとし、政府の債務残高は今後2、3年で約1100兆円に達する見込みで、このまま家計の純資産1100兆円を上回る国債発行がなされると、国内貯蓄で政府債務を吸収できなくなり、債券安・株安・円安のトリプル安になり日本は財政破綻へ向かうであろう」との見解を語っている
不良債権は1.5倍に増え、失業率も急騰するけれども、その後に成長できる
2012年（平成24年）7月8日の投資家向けセミナー（当時は2007年〈平成19年〉7月の半値に日経平均株価が低迷していた）において、次のように発言。「（雇用調整給付金を止めれば）不良債権は1.5倍に増え、失業率も急騰するけれども、その後に成長できる。」
批判ばかりしている人が多い。昔の民主主義は、もっと厳しかった
今の日本には批判ばかりしている人が多く、どうすればよいかという対案がない。昔の民主主義は、もっと厳しいものだった。「死刑に賛成」と答えたら、「では、あなたが執行してください」と言われかねなかった。そうした厳しさが、民主主義の一つの原点だった。ところが今の日本には、人の批判だけをしていればいい、心地良い空間ができてしまった。批判に耐えるために大事なのは、「捨てる力」だ。私には守るものはなかった(この後、後述の「若者には貧しくなる自由がある」発言が出る。)
。
若者には貧しくなる自由がある。そのときに頑張って成功した人の足を引っ張るな
東洋経済でのインタビューで次のように述べた。「（若い人に1つだけ言いたいのは）みなさんには貧しくなる自由がある」「何もしたくないなら、何もしなくて大いに結構。その代わりに貧しくなるので、貧しさをエンジョイしたらいい。ただ1つだけ、そのときに頑張って成功した人の足を引っ張るな。」
将来の大きな痛みを回避するため、いま（増税という）若干の痛みを我慢する
2014年（平成26年）9月17日、岐阜信用金庫の取引先若手経営者が主催した講演会 の中で、消費税増税の経済への打撃は若干あるとの認識を示しつつも次のように語った。「将来の大きな痛みを回避するため、いま若干の痛みを我慢する。影響を打ち消すような改革を実行し、経済を筋肉質にすべき」
正社員をなくせばいい

日本の男性における年齢別賃金カーブ（大/中/小企業別, 20-24歳を100とした賃金指数）

2015年（平成27年）1月1日、テレビ朝日の朝まで生テレビ!に出演した際に、竹中平蔵は「（日本から）正社員をなくせばいい」と発言した。厚生労働省が実施した派遣に対する調査を例に、「正社員に変わりたい人と非正規のままでいいという人では、非正規のままでいいという人のほうが多い」、という結果を紹介した。また企業で派遣雇用が増加している原因を竹中は「日本の正規労働ってのが、世界の中で見て異常に保護されているからだ」と説明し、「整理解雇の4要件が正社員の解雇を難しくし、（日本の）雇用の流動性を歪めている」と主張した。また、同じ賃金や待遇を得られる「同一労働・同一賃金」の制度が必要だと主張している。
すべてを給付型奨学金にすれば大学生はますます勉強しなくなる
2018年（平成30年）3月1日東京書籍発行の著書「経済学は役に立ちますか？」にて、「すべてを給付型奨学金にすれば大学生はますます勉強しなくなる。つまり、極端な言い方をすれば、ただでお金をもらうわけですから勉強する必要が低下するという逆のインセンティブを与えるような気がします」と述べている。
残業代は補助金
2018年（平成30年）6月21日東京新聞のインタビューで、「時間内に仕事を終えられない、生産性の低い人に残業代という補助金を出すのはおかしい」と述べ、残業代ゼロ制度（高度プロフェッショナル制度）の導入を提言した。
厚生年金の廃止
2023年（令和5年)、竹中平蔵は厚生年金の廃止を主張している。今の厚生年金は、企業勤めで給料の高い人がたくさんもらえるような制度になっている、日本の公的年金は1階部分のみを残し2階の厚生年金は廃止し、3階と同様に民営化するべきだ、と竹中は主張している、そもそも日本の年金はもともと保険であり共助のはず、今後の人口構成を考えれば、今の年金制度を維持するためには年金保険料の上昇だけでなく、税金も上げる必要も出てくる、増税により若い世代の生活が苦しくなっていく中で親の介護の負担が重くのしかかってしまっては負のスパイラルを生み出すだけ、厚生年金を民営化すれば、当然、国による税負担は少なくなり、国民の負担も軽減することになる、と主張している。

## 人物
- 下村治にあこがれ、経済学者となったとしている[80]。
- 野球観戦や音楽鑑賞とともに「構造改革」を趣味の一つとして挙げている。
- フォークグループのアリス、およびメンバー谷村新司のファン。また鉄道ファンでもある[81]。
- 株式会社エスエンタープライズに講師登録している[82]。
- 元ミサワホーム社長の竹中宣雄は実兄[83]。
- 国際人、グローバリストと名乗るだけあり、英語には堪能である。18歳の頃、「自分は受験英語しか知らないから」という危機感を持ち英語を勉強したという[84]。
- ジャーナリストの津田大介とは反ヘイトを支持する関係、リベラル・グローバル派という共通の立ち位置から友好関係が深く、あいちトリエンナーレ2019では津田が竹中を招待していた[85]。また対談することも多くある[86][87]。また、内閣府のホームページに、「竹中平蔵氏など在日企業の息の者は即刻排除するべき」等といった自身を含む在日コリアンを中傷する文章が掲載され問題視された[88] 際、この事をいち早く報じたハフポストの記事を引用し、人種差別を批判し、内閣府に再発防止するよう強く訴えた。
- 上記に合わせる形で移民政策を長年強く主張をしている。一方でアメリカでの批判のように経済移民は既存の国民の雇用が減り、その分の雇用が移民へ低賃金で移っているだけなどの批判があり、日本国内でも批判が強い[89][90][91][92]。
- LGBTQの保護や権利向上に賛成しており、日本の法制度は「世界に対し遅れている」と批判している[93]。
- 『週刊朝日』上に掲載された作家の林真理子との対談で、「日本に税金を払う事は無駄である」「何であんな国に（税金）払う必要なんかあるんですか」と、批判した他、「作家の方こそ、海外で過ごすべきだと思いますよ。税金が減りますよ」とアドバイスし、語り、自身の節税術を語っていた[94][94]。また、著書『市場と権力』でも同様の事を述べていた[95]。
- 『朝日新聞GLOBE』にて、「私が発言すると、いわゆる「右派」「左派」の両方から批判が出ます」と、左右問わず批判されている事を明かしている[96]。
- 自身のYouTubeチャンネルやインタビューで「現状の日本ではGAFAのような企業は生まれない」と日本の体制を批判し、自分の方針を実現すべきと繰り返し主張している[97][98]。また、何かとGAFAを引き合いに出す事も多い。
- いわゆる「ネット客論」や右傾化する「ネット世論」を快く思っておらず、2021年12月13日にNHKのおはよう日本で、｢ネット言論を封じ込めなかったのは課題｣と発言した[99]。

## 著名人・メディアからの評価
- 落語家の三遊亭鬼丸からは、「政府にすり寄り恥知らずな我田引水を続け私腹を肥やす傍ら納税（住民税）の義務を怠る、いわば国賊です」と、厳しく批判されている[100]。
- ジャーナリストの田中龍作は2020年（令和2年）のパソナ本社前で行われたデモに参加し、「竹中平蔵は売国奴」と、メガホンを使い叫んだと述べている[101]。田中によれば、デモには政治的見解の立場を超えた人々も集まっていたという。
- 「つばさの党」代表の黒川敦彦は、2019年（令和元年）に「竹中平蔵 売国奴」「白蟻（あり）」などの竹中を批判するボードを掲げた市民約70人を引き連れ行ったパソナ本社前でのデモにて、「アベノミクスでこの6年間、大企業の利益と一部富裕層の資産は増え続け、富裕層の資産は300兆円になった。その反対側で、庶民の生活が崩れている」と批判した[102]。
- れいわ新選組・参議院議員の山本太郎は、名古屋市の中心部で「小泉・竹中ろくでもない」と批判する演説を行った[103]。また普段から竹中に厳しい批判を行っている。
- 週刊現代から、鳩山由紀夫や小泉純一郎などと共に「 日本をダメにした10人」と評されている[104]。
- 漫画家の小林よしのりは自身の著書、『日本を貶めた10人の売国政治家』の中で竹中をワースト10の中に挙げ、「国民の最低限の願いすら打ち砕く」と、厳しく批判している[105]。
- ハフポスト記者であるロッシェル・カップは竹中の「正社員をなくすべき」という意見を称賛し、「日本独特の正社員システムはマイナス面が多く、日本企業の人事管理を歪ませている」と述べた[106]。
- 実話BUNKAタブー編集部は「ウヨクもサヨクも大嫌いな竹中平蔵さん」と評している。また、竹中や新自由主義者（いわゆるネオリベ）を批判する記事を度々執筆している[107]。
- 女性自身は、竹中の「医療ムラ解体」「日本は予防後進国」という発言を「医療従事者へのこころない発言」と批判。さらに、既得権益を批判しつつも既得権益を得る竹中のダブルスタンダードな立場を批判し「まずはパソナを解体すべき」と述べた[108]。
- イェール大学助教授の成田悠輔は、「日経テレ東大学」の動画で、「竹中さんは学者としてはゼロですね」「彼は学者としては何もないと思いますよ」「竹中さんはハーバードの助教授だったが、それはただのビジターで誰でも取れるポジション」と述べている[109]。

## 疑惑・トラブル

### 日本振興銀行の許認可に関わる問題・木村剛との癒着関係
金融担当大臣時代に、自ら木村剛を選び金融庁顧問にした。その為、木村と深い連携関係にあり、互いを擁護する発言を続けていた。小泉・竹中・木村剛ラインと言われた。
- 竹中が2004年（平成16年）の第20回参議院議員通常選挙に立候補した際は新橋で応援演説を行った。
- 木村が理事長を務める『フィナンシャルクラブ』の最高顧問を竹中が務めていた。
- 木村が立ち上げた日本振興銀行を推したのも竹中。
- 高杉良の経済小説には、竹中・木村と竹中の側近であった岸博幸の3人が、日本の経済政策を誤った方向に導く人物として仮名でたびたび登場している。

日本振興銀行は2010年に経営破綻した。同行の破産に伴い預金額の約5800億円が公的資金によるペイオフの対象となり、預金保険制度を悪用したモラル・ハザードであると問題視された。翌年に同行から損害賠償請求権を譲り受けた整理回収機構が、平将明ら含む旧経営陣7人に50億円の賠償を求めて提訴。裁判の過程で元取締役3人は責任を認め訴訟が終結、平を含む社外取締役の3人とは和解が成立した。会長であった木村には2016年の東京地裁の判決で注意義務違反による損害が認定され、約37億円の賠償命令が下されているほか、金融庁の立ち入り検査にあたりSFCGや中小企業振興ネットワークとのやり取りが記録された電子メール700件余りを削除し検査を妨害したとして、木村を含む経営陣5人が逮捕され、有罪判決が言い渡されている。
後に金融庁が有識者に委託した調査結果が公表され、ビジネスモデル自体に無理があり、本来なら銀行免許を交付すべきでないのに「妥当性を欠く不当な免許」が交付されたと結論付けられている。当時の金融担当大臣だった竹中と発起人の木村の個人的な癒着が背景にあるとされた。

### 住民税脱税疑惑
1993年（平成5年）から1996年（平成8年）の4年間にわたって住民票を米国に移動させることにより日本の住民税を免れていた（フリーライド）のは脱税ではないかとの疑惑を写真週刊誌『フライデー』が2002年（平成14年）に報じた。この疑惑は国会で追及され、竹中はその期間に関しては米国に住居を所有し、一年のうち日本で活動する4月から7月までを除いて米国で家族とともに生活していたこと、主な所得は慶應義塾大学の助教授としての給与から得ていたことなどを明らかにした。また、米国での所得は原則として得ていないものの、同国の地方税（住民税）は支払っていると主張したが、納税証明の提出については拒否した。
2003年（平成15年）、竹中は疑惑を報じた『フライデー』を発行する講談社に対し、名誉毀損を理由に損害賠償等請求訴訟を東京地方裁判所に起こした。裁判は2004年（平成16年）9月に「登録移転は脱税目的ではない」として講談社に200万円の賠償を命じる判決が出され、竹中が勝訴する。これに対し、講談社は直ちに東京高等裁判所に控訴するが、高裁は「脱税の事実が証明されていない」として地裁判決を支持したうえで、賠償額を120万円に減額して控訴を棄却した。講談社はさらに最高裁判所に上告するが、2006年（平成18年）2月23日、最高裁は上告を退け講談社側の敗訴が確定した。
これらの判決によって、疑惑報道が十分な裏付けのないものであったことが認められたが、主に構造改革路線に反対する立場の格好の標的となり、様々な批判が浴びせられている
。

### 郵政民営化広報チラシ問題
内閣府政府広報室が頒布した郵政民営化を広報する新聞折り込み広告について、野党は以下の点を追及した。
- 竹中の政策秘書の『知り合いの人物が経営する会社』に発注したこと[125]
- その契約が随意契約であること[125]
- 竹中もしくは秘書官が『圧力』をかけたのではないかということ[125]

また、契約も配布先も決まっていない段階で仕事が進められていたことや、登記簿を調べないで契約していたことなどが明らかにされた。また、広報の作成並びに契約等々の経緯についての政府参考人の答弁や説明において意図的な資料の改ざんがあったのではという指摘を受けたことに対し、政府広報室を管轄する内閣官房長官の細田博之が遺憾の意を示した。竹中も大臣として謝罪を求められたが、個別の契約行為は自分の所管外だと答弁している。竹中は会社社長と名刺交換したことはあるが、食事をしたこともなく特別な関係はないとしている。また、「随意契約の場合、契約書の締結が必要」との会計法の定めを発注担当者が順守していないため同法違反だという指摘に対しても、内閣府政府広報室の業務については所管外であり「答弁する資格がない」と回答している。また、契約についての想定問答集やIQ（知能指数）の低い層にターゲットを絞った広報戦略を示した同社の資料についても承知していないと述べた。

### ミサワホーム売却問題
ミサワホームが産業再生機構を経てトヨタ自動車に売却される過程で、竹中らによる「公権濫用」があったとミサワホーム元会長が告訴（訴追には至らず）。
2004年（平成16年）12月28日、ミサワホームが経営不振から産業再生機構の管理下におかれ、翌年3月31日、トヨタ自動車がミサワホームのスポンサーになることが決定した。このミサワホーム売却を巡り、ミサワホーム創業者の三澤千代治側が竹中を警視庁に刑事告発した。
2002年（平成14年）5月、兄・宣雄（当時ミサワホーム東京社長）が「弟の平蔵と話しているのだが、（産業）再生機構を活用したらどうか」と三澤（当時ミサワホーム会長）に提案した。三澤はその提案を拒否したが、その後ミサワホームの経営状況は悪化の一途を辿り、不良債権化の懸念が強まった。2003年（平成15年）10月、竹中宣雄が「弟から電話があった。トヨタの奥田会長と会ってほしい」と三澤に再度要請した。くわえて、会談の前日には平蔵自らが三澤に日時の確認を行っていた。
これらの行為に対し、三澤は「国務大臣としての職務を逸脱した一企業への圧力であり、職権濫用にあたる」と主張し、刑法193条に基づき「公務員職権濫用罪」容疑で警視庁に刑事告発した。竹中側は「適正な職務執行であり、職権濫用ではない」と反論し、三澤の主張を否定している。国会審議でも竹中の言動について取り上げられたが、竹中自身は指摘された事実はないとして、三澤側の主張に反論している。結局、訴追には至っていない。

### マクドナルド未公開株問題
日本マクドナルドの株式を未公開当時から1500株保有。2001年（平成13年）7月の店頭公開で巨万の富を手にした。「濡れ手に粟だ」と批判されている。佐高信は揶揄を込めて「マック竹中」と呼んだ。

### 共同研究の無断販売
2005年（平成17年）、『月刊現代』は竹中の処女作『開発研究と設備投資の経済学』（東洋経済新報社 1984年〈昭和59年〉7月）の内容は「設備投資研究所」時代の同僚・鈴木和志（現在明治大教授）や日本開発銀行での同僚高橋伸彰（現在立命館大教授）との共同研究の成果であり、その同僚は自分単独の名前で発表したいとの竹中からの申し出を断っていたのに、勝手に竹中の単独の著書として出版されたことにショックを受けたことなどを報じた。

### 業務停止命令の金融会社の広告塔
2013年（平成25年）10月、金融商品取引法違反で業務停止命令を受けたアブラハム・プライベートバンク の関連メディアのゆかしメディアにたびたび出演し、日銀副総裁に就任する前の岩田規久男とともに広告塔として活躍していた。なお、岩田は自身については「謝礼などは一切受け取っていない」「インタビュー以外の関係はない」と説明している。

### サクセス・コーチの広告塔
成功哲学とコーチングの要素も持つ自己啓発セミナー「サクセス・コーチ」の第一人者、アンソニー・ロビンズの2014年（平成26年）4月の初来日セミナーの際、主催したラーニングエッジ株式会社のオファーでセミナー講師陣のひとりとして講演を行った。

### 反竹中平蔵デモ
未来投資会議（2020年〈令和2年〉10月に廃止）の民間議員となっていた竹中が、依然として国民の富を大企業や外資に手引きしているとして、竹中を日本から叩き出せといった主旨のデモが、竹中が取締役会長を務めるパソナの全国の事業所前で、2019年（令和元年）ごろからたびたび実施されている。これとは別に、竹中を批判する立て看板を設置し、ビラを配ったとして退学勧告を受けた東洋大学生を支援する市民デモも、2019年（令和元年）2月に同大学正門前で実施された。

### 利益相反問題
竹中は小泉政権時代に国公立大学・大学院の教職にあるものの兼業規定を廃止することを主張。現在では政策研究大学院大学（規制改革会議の大田弘子が一例）や一橋大学などが兼業規定を事実上撤廃もしくは緩和している。したがって、政府の有識者議員になる学者が、民業の要職に就任しているというケースが生じる。
このような背景から、政府の政策決定における利益相反を深刻化させてしまう問題が指摘されている。竹中はテレビ愛知の討論番組「激論!コロシアム 〜これでいいのか?ニッポン〜」の中で、三橋貴明の批判に対して成功した者の足を引っ張っているだけとして「根拠のない言いがかりだ。失礼だ！無礼だ！」と反論したが、利益相反が起きることについては認めた。
また、神奈川県の特区で規制緩和された家事支援外国人受入事業について、竹中が国家戦略特別区域諮問会議の民間議員でありながら、竹中が会長を務めるパソナが事業者として認定されており、利益誘導をしていると批判が起こった。同様に兵庫県養父市での農業分野での特区指定に関しても、竹中氏が社外取締役を務めるオリックスの子会社・オリックス農業が参入しており「学者の肩書を使って特区でビジネスをしている」との批判が起こった。また、オリックスは関西空港などの民間運営事業に参入していることから、国土交通官僚が竹中に対し空港に関する非公表の内部資料を提供したことに関し「明らかな利益相反行為だ」との批判があがった。
加計学園問題については、竹中は他の民間議員らとともに「一点の曇りもない」と釈明している。
ASKAとパソナ子会社の女性社員が逮捕されたことで知られるようになったパソナの迎賓館「仁風林」で、女性芸能人やパソナ子会社のコンパニオンたちが政界・財界の男たちを接待していた疑惑について竹中は、「いろいろな企業の方を集めてセミナーをしています。はっきり言って真面目なパーティですよ。」とコメントしている。
大宅壮一ノンフィクション賞受賞ジャーナリストの佐々木実は、「利害関係のある人物が雇用規制の緩和に関与するのは、政治が生む利益を追い求める『レントシーカー（利権あさり）』だ。」とした上で、竹中もその一人であるとしている。経済小説作家の高杉良の作品には自分の利益をむさぼる政治家・政商として仮名でたびたび登場する。

## 不祥事
国民年金保険料の未納

2004年（平成16年）4月28日、国民年金の保険料を支払っていなかったことが発覚した。一般市民により国民年金法違反容疑で大阪地方検察庁堺支部に告発されている。

## 家族
- 父・那蔵（履物商）

下駄の商家に生まれ、丁稚奉公に出されて一人前となった。終戦で兵役から戻り、和歌山城を望む商店街に小さな履物店を構えた。
- 母・明子
- 兄・宣雄（元ミサワホーム社長）

## 役職
- 産業競争力会議 有識者委員
- 国家戦略特別区域諮問会議有識者議員
- パソナグループ 取締役会長（人材派遣 サービス会社） 2009年8月26日 - 2022年8月19日
- 韓国政府アドバイザー（2008年〈平成29年〉）
- 慶應義塾大学 総合政策学部 教授
- 慶應義塾大学大学院 メディアデザイン研究科教授
- 慶應義塾大学グローバルセキュリティ研究所所長
- 森ビルアカデミーヒルズ理事長
- 一般社団法人外国人雇用協議会顧問

## 受賞歴
- サントリー学芸賞： 受賞作『研究開発と設備投資の経済学-』
- エコノミスト賞： 受賞作『対外不均衡のマクロ分析』

## 出演

### テレビ
- 『NHK人間講座』（1999年、日本放送協会）
- 日経スペシャル ガイアの夜明け 金融危機を脱出せよ! 〜検証・小泉＆竹中改革〜（2002年12月29日、テレビ東京）[147]。
- 『日経スペシャル カンブリア宮殿 』（テレビ東京）
  - 「赤字の町が倒産する～加速する地方格差～」（2006年5月1日）- 総務大臣として出演[148]。
  - 「村上龍×金融危機 スペシャル企画 今、日本は何をすべきか？」（2008年11月10日）- 慶応大学教授として出演[149]。
  - 緊急企画！アベノミクスの近未来 為替は、金利は、そして給料はどうなる？（2013年6月6日）-慶応大学教授として出演[150]。
- 『竹中平蔵の骨太対談』（2016年4月 - 、ワールド・ハイビジョン・チャンネル）

### ビデオ
- 『21世紀型民富論――日本経済の見取り図』（1999年、日本放送出版協会、ISBN 4141890154）
- 『21世紀型経済と日本の行方』（日本マネジメント教育機構）

### ラジオ
- 『竹中平蔵  ON AND ON』（ニッポン放送）

## 著作

### 単著
- Industrial investment and policy incentives -- the U.S. and Japan, Cambridge: Center for International Affairs, Harvard University, 1982.
- 『研究開発と設備投資の経済学 : 経済活力を支えるメカニズム』東洋経済新報社、1984年7月19日。ISBN 4492311513。NDLJP:11984285。
- 『日米摩擦の経済学』日本経済新聞社、1991年。ISBN 4532130069
- 『入門現代アメリカ経済』日本評論社、1991年。ISBN 4535579539
- Contemporary Japanese economy and economic policy, Ann Arbor: University of Michigan Press, 1991. ISBN 0472101978（ハードカバー）、ISBN 0472081551（ペーパーバック）
- 『日本経済の国際化と企業投資』日本評論社、1993年。ISBN 4535581274
- 『日本賢国論――新世紀への経済学』電通、1993年。ISBN 4885530458
- 『民富論』講談社、1994年。ISBN 4062073382
- 『早い者が勝つ経済――激変するアジア太平洋と停滞する日本』PHP研究所、1998年。ISBN 4569600883
- 『経世済民――「経済戦略会議」の一八〇日』ダイヤモンド社、1999年。ISBN 4478231001
- 『ソフト・パワー経済：21世紀・日本の見取り図』PHP研究所、1999年。ISBN 4569609155
- 『日本経済再生の条件――経済戦略会議答申の意義』航空政策研究会、1999年。講演録。
- 『新しい日本がはじまる――ベンチャー8人との対論』ダイヤモンド社、2000年。ISBN 4478180261
- 『竹中教授のみんなの経済学』幻冬舎、2000年。ISBN 4344900030、ISBN 4344403622（文庫版、2003年）
- 『竹中平蔵の「日本が生きる」経済学』第2版、ぎょうせい、2001年。ISBN 4324066159
- 『日本企業の底力――世界と戦う経営者たち』PHP研究所、2001年。ISBN 4569616623
- 『あしたの経済学――改革は必ず日本を再生させる』幻冬舎、2003年。ISBN 434490043X（文庫版、『やさしい経済学』幻冬舎、2005年。ISBN 4344406354）
- 『郵政民営化――「小さな政府」への試金石』PHP研究所、2005年。ISBN 456964225X
- 『竹中平蔵の特別授業――きょうからあなたは「経済担当補佐官」』集英社インターナショナル、2005年。ISBN 4797671343
- 『構造改革の真実――竹中平蔵大臣日誌』日本経済新聞社、2006年。ISBN 9784532352486
  - The structural reforms of the Koizumi Cabinet -- an insider's account of the economic revival of Japan, translated by Jillian Yorke, Tokyo: Nikkei Publishing, 2008. ISBN 9784532133597（『大臣日誌』の英訳版）
- 『竹中平蔵、中国で日本経済を語る――北京大学特別講義より』大和書房、2008年。ISBN 9784479391722
- 『闘う経済学――未来をつくる「公共政策論」入門』集英社インターナショナル、2008年。ISBN 9784797671735
- 『竹中式マトリクス勉強法』幻冬舎、2008年。ISBN 9784344015685
- 『竹中教授の14歳からの経済学』東京書籍、2009年。ISBN 9784487804085
- 『政権交代バブル』PHP研究所、2009年。ISBN 9784569773537
- 『「改革」はどこへ行った?―民主党政権にチャンスはあるか―』東洋経済新報社、2009年。ISBN 9784344015685
- 『経済古典は役に立つ』光文社、2010年。ISBN 9784776206644
- 『日本経済こうすれば復興する!』アスコム、2011年。ISBN 9784776206644
- 『竹中式 イノベーション仕事術』幻冬舎、2012年。ISBN 9784344021785
- 『竹中流「世界人」のススメ 日本人が世界に飛び出すための条件』PHP研究所、2013年。ISBN 97845698101193
- 『竹中先生、日本経済 次はどうなりますか？』アスコム、2013年。ISBN 9784776207887
- 『知っていると役に立つ世間話』宝島社、2013年。ISBN 9784800208729
- 『ニッポン再起動 こうすれば日本はよくなる！』PHP研究所、2013年。ISBN 9784569811369
- 『400年の流れが2時間でざっとつかめる 教養としての日本経済史』KADOKAWA、2015年。ISBN 9784046011671
- 『不安な未来を生き抜く知恵は、歴史名言が教えてくれる 「明日を変える力」を磨く55の言葉』SBクリエイティブ、2015年。ISBN 9784797384659
- 『大変化 経済学が教える二〇二〇年の日本と世界』PHP研究所、2015年。ISBN 9784569827117
- 『バブル後25年の検証』東京書籍、2016年。ISBN 9784487809899
- 『世界大変動と日本の復活 竹中教授の2020年・日本大転換プラン』講談社、2016年。ISBN 9784062729468
- 『勝負論』ワニブックス、2017年。ISBN 9784847065835
- 『第4次産業革命！日本経済をこう変える。』PHP研究所、2017年。ISBN 978-4569832647
- 『この制御不能な時代を生き抜く経済学』講談社、2018年。ISBN 9784065119341
- 『平成の教訓 改革と愚策の30年』PHP研究所、2019年。ISBN 9784569842042
- 『偉人たちの経済政策』KADOKAWA、2019年。ISBN 9784040822495
- 『ポストコロナの「日本改造計画」 デジタル資本主義で強者となるビジョン』PHP研究所、2020年。ISBN 9784569847399
- 『考えることこそ教養である』 クロスメディア・パブリッシング、2021年。ISBN 9784295405085

### 共著
- 竹中平蔵・小川一夫著『対外不均衡のマクロ分析  貯蓄・投資バランスと政策協調』東洋経済新報社、1987年。ISBN 4492391088
- 竹中平蔵・石井菜穂子著『日米経済論争  「言いわけ」の時代は終わった』TBSブリタニカ、1988年。ISBN 4484882027
- 香西泰・竹中平蔵著『日本経済・入門』JICC出版局、1991年。ISBN 4796601562
- 長谷川慶太郎・竹中平蔵著『これからの日本とアメリカ』学習研究社、1995年。ISBN 4054002986
- 竹中平蔵・阿川尚之著『世界標準で生きられますか』徳間書店、1999年。ISBN 419861072X
- 中谷巌・竹中平蔵著『ITパワー  日本経済・主役の交代』PHP研究所、2000年。ISBN 4569610099
- 佐藤雅彦・竹中平蔵著『経済ってそういうことだったのか会議』日本経済新聞社、2000年。ISBN 4532148243
- 竹中平蔵・宮田安彦著『フューチャーワーク 21世紀の働き方』大学図書、2001年。ISBN 9784901322010
- 竹中平蔵・東京財団政策ビジョン21著『「強い日本」の創り方  経済・社会大改革の海図』PHP研究所、2001年。ISBN 4569615716
- 竹中平蔵・櫻井よしこ著『立ち上がれ! 日本― 「力強い国家」を創る戦略』PHP研究所、2001年。ISBN 4569617298
- 佐藤雅彦・竹中平蔵著『経済ってそういうことだったのか会議』日本経済新聞社、2002年。ISBN 4532191424
- 竹中平蔵・幸田真音ほか著『幸田真音緊急対論 日本国債』角川書店、2002年。ISBN 9784048837668
- 加藤寛著者代表、竹中平蔵・塩川正十郎・宮内義彦ほか述『立国は私なり、公にあらず  日本再生への提言』第一法規出版、2005年。ISBN 4474018532
- 「シンクタンク2005・日本」編、小泉純一郎・中川秀直・武部勤ほか著『自民党の底力』成甲書房、2007年。ISBN 9784880862149
- 加藤寛・竹中平蔵著『改革の哲学と戦略  構造改革のマネジメント』日本経済新聞出版社、2008年。ISBN 9784532353032
- 竹中平蔵・幸田真音著『ニッポン経済の「ここ」が危ない!  最新版・わかりやすい経済学教室』文藝春秋、2008年。ISBN 9784163699103
- 竹内健蔵・中条潮編著、竹中平蔵ほか述『挑戦日本再生  「公」と「私」の境界を超えて』エヌ・ティ・ティ出版、2008年。ISBN 9784757122161
- 竹中平蔵著・藤井昌子漫画『竹中先生、経済ってなんですか?』ナレッジフォア、2008年。ISBN 9784903441092
- 竹中平蔵・上田晋也著『竹中平蔵・上田晋也のニッポンの作り方』朝日新聞出版、2008年。ISBN 9784022504760
- 竹中平蔵・田原総一朗著『ズバリ! 先読み日本経済  改革停止、日本が危ない!  緊急分析!』アスコム、2008年。ISBN 9784776205265
- 竹中平蔵・榊原英資『田原総一朗責任編集 2時間でいまがわかる! 絶対こうなる!日本経済』アスコム、2010年。ISBN 9784776206194
- 竹中平蔵・池田信夫・土居丈朗・鈴木亘『日本経済「余命3年」＜徹底討論＞財政危機をどう乗り越えるか』PHP研究所、2010年。ISBN 9784569792910
- 冨山和彦・竹中平蔵著『日本経済・今度こそオオカミはやってくる』PHP研究所、2011年。ISBN 9784569799391
- 竹中平蔵・中田宏著『2時間でいまがわかる！　告発 ニッポンの大問題30！』アスコム、2011年。ISBN 9784776206927
- 竹中平蔵・船橋洋一著『日本大災害の教訓―複合危機とリスク管理』東洋経済新報社、2011年。ISBN 9784492395653
- 竹中平蔵・佐藤優著『国が亡びるということ』中央公論新社、2012年。ISBN 9784120043710
- 和田秀樹・竹中平蔵ほか著『賢人の勉強術』幻冬舎、2012年。ISBN 9784344902510
- 竹中平蔵・榊原英資著『それで、どうする！日本経済 これが答えだ！』アスコム、2012年。ISBN 9784776207511
- 竹中平蔵著・藤井昌子漫画『ニュースがもっと面白くなる！竹中教授の経済教室』中経出版、2012年。ISBN 9784806145691
- 竹中平蔵・高橋洋一著『アベノミクス 徹底対談!!』KADOKAWA、2013年。ASIN B00BN8DRPI
- 井庭崇編著、竹中平蔵・中埜博ほか著『パターン・ランゲージ 創造的な未来をつくるための言語』慶應義塾大学出版会、2013年。ISBN 9784766419870
- 竹中平蔵・本田直之ほか著『強く生きるノート 考え方しだいで世界は変わる』講談社、2013年。ISBN 9784062180047
- 竹中平蔵・田原総一朗著『ちょっと待って！竹中先生、アベノミクスは本当に間違ってませんね？』ワニブックス、2013年。ISBN 9784847092077
- 竹中平蔵・野村克也著『嫌われ者の流儀 組織改革と再生』宝島社、2014年。ISBN 9784800221469
- 原田泰・齊藤誠編著、竹中平蔵ほか著『徹底分析アベノミクス 成果と課題』中央経済社、2014年。ISBN 9784502097508
- 竹中平蔵・高橋洋一著『日本経済のシナリオ 最強経済ブレーンがついに明かす！』KADOKAWA、2014年。ISBN 9784046005922
- 竹中平蔵・冨山和彦著『上昇気流に乗るのは誰だ！ いよいよ躍動する日本経済』PHP研究所、2015年。ISBN 9784569823683
- 竹中平蔵・堀江貴文著『竹中先生、「お金」について本音を話していいですか？』ワニブックス、2015年。ISBN 9784847093166
- 竹中平蔵・真鍋雅史・小野展克著『ハバード経済学 準備体操編』日本経済新聞出版社、2015年。ISBN 9784532356279
- 田原総一朗編著、竹中平蔵・榊原英資著『絶対こうなる！日本経済ここが正念場！』アスコム、2015年。ISBN 9784776208679
- 竹中平蔵・佐藤航陽著『世界で突き抜ける』ダイヤモンド社、2016年。ISBN 9784478068458
- 竹中平蔵・佐藤優著『竹中先生、これからの「世界経済」について本音を話していいですか？』ワニブックス、2016年。ISBN 9784847094187
- 竹中平蔵・南條史生著『アートと社会』東京書籍、2016年。ISBN 9784487809998
- 竹中平蔵・安部敏樹著『日本につけるクスリ』ディスカヴァー・トゥエンティワン、2016年。ISBN 9784799320013
- 竹中平蔵・宮家邦彦・吉崎達彦著『トランプは市場に何をもたらすか!?』KADOKAWA、2017年。ISBN 9784046018854
- 竹中平蔵・出口治明著『人生100年時代のお金の不安がなくなる話』SBクリエイティブ、2017年。ISBN 9784797390599
- 竹中平蔵・ムーギー・キム著『最強の生産性革命 時代遅れのルールにしばられない38の教訓』PHP研究所、2017年。ISBN 9784569837420
- 竹中平蔵・大竹文雄著『経済学は役に立ちますか？』東京書籍、2018年。ISBN 9784487808519
- 竹中平蔵・榊原英資・田原総一朗著『AIと日本企業 日本人はロボットに勝てるか』中央公論新社、2018年。ISBN 9784121506252
- 竹中平蔵・原英史著『日本の宿題 令和時代に解決すべき17のテーマ』東京書籍、2020年。ISBN 9784487813742
- 竹中平蔵・出口治明著『大活字版 人生100年時代のお金の不安がなくなる話』SBクリエイティブ、2020年。ISBN 9784815606732
- 竹中平蔵・デービッド・アトキンソン著『「強い日本」をつくる論理思考』ビジネス社、2021年。ISBN 9784828423159
- 竹中平蔵・堀江貴文著『雑談力 プロフェッショナル達の雑談集 003』2021年。ASIN B09DSMTS1G
- 竹中平蔵・たかまつなな著『ニッポンのカラクリ!』ビジネス社、2022年。ISBN 978-4-8284-2401-9
- 竹中平蔵・西村博之著『ひろゆきと考える 竹中平蔵はなぜ嫌われるのか?』集英社、2022年。ISBN 978-4087880793

### 編著
- 伊藤元重・植田和男・竹中平蔵編著『パースペクティブ日本経済――円高シフトの構造と方向』筑摩書房、1988年。ISBN 4480854460
- 竹中平蔵・NHK取材班編著『日本経済は生き残れるか――進展するAPEC・NAFTA・EU』日本放送出版協会、1995年。ISBN 414080243X
- 竹中平蔵・袖川芳之・フジタ未来経営研究所編著『「ソフトパワー」日本復権への道――ポストIT革命』実業之日本社、2001年。ISBN 4408321222
- 小川一夫・竹中平蔵編著『政策危機と日本経済――90年代の経済低迷の原因を探る』日本評論社、2001年。ISBN 4535552584
- 南部靖之・竹中平蔵・大竹文雄・島田晴雄・鷲尾悦也編著『これから「働き方」はどうなるのか』PHP研究所、2010年。ISBN 9784569774176
- 竹中平蔵編著『日本経済 2020年という大チャンス！』アスコム、2014年。ISBN 9784776208358
- 竹中平蔵編著『結果を出すリーダーはどこが違うのか』幻冬舎、2019年。ISBN 9784344035256

### 編纂
- 細見卓・竹中平蔵編、ニッセイ基礎研究所経済調査部著『日本経済21世紀への展望』有斐閣、1993年。ISBN 4641066809
- 竹中平蔵・船橋洋一編『IT革命――新世紀への挑戦』朝日新聞社、2000年。ISBN 4022575441

### 監修
- 東京財団編『「日本再生」へのトータルプラン――決定版――政策課題2001』朝日新聞社、2001年。ISBN 402257657X
- 藤田勉著、竹中平蔵監修『はじめてのグローバル金融市場論』毎日新聞社、2009年。ISBN 9784620319292

### 翻訳
- G・ウィリアム・ミラー編著、小関譲・竹中平蔵訳『アメリカの新経済戦略――No.1復活への構図』東洋経済新報社、1984年。ISBN 4492440593
- P・R・グルマン・M・オブズフェルド著、竹中平蔵ほか訳『国際経済ー理論と政策〈1〉国際貿易（新経済学ライブラリ）』新世社、1990年。ISBN 9784915787096
- P・R・グルマン・M・オブズフェルド著、竹中平蔵ほか訳『国際経済2ー理論と政策 国際マクロ経済学（新経済学ライブラリ）』新世社、1990年。ISBN 9784915787102
- ローラ・D・タイソン著、竹中平蔵監訳、阿部司訳『誰が誰を叩いているのか――戦略的管理貿易は、アメリカの正しい選択?』ダイヤモンド社、1993年。ISBN 4478210195
- アレン・ハモンド著、竹中平蔵監訳、世界資源研究所訳『未来の選択――21世紀に人類が創る3つのシナリオ』1999年。ISBN 4810178102
- D・S・ランデス著、竹中平蔵訳『「強国」論』三笠書房、1999年。ISBN 4837955800
- フランシス・マキナニー・ショーン・ホワイト著、竹中平蔵訳『スピードの経営革命』三笠書房、2000年。ISBN 4837955940
- ロナルド・A・ハイフェッツ・マーティ・リンスキー著、ハーバード・MIT卒業生翻訳チーム訳『最前線のリーダーシップ――危機を乗り越える技術』ファーストプレス、2007年。ISBN 9784903241708
- R・グレン・ハバード・アンソニー・パトリック・オブライエン著、竹中平蔵・真鍋雅史訳『ハバード経済学I 入門編』日本経済新聞出版社、2014年。ISBN 9784532134525
- R・グレン・ハバード・アンソニー・パトリック・オブライエン著、竹中平蔵・真鍋雅史訳『ハバード経済学II 基礎ミクロ編』日本経済新聞出版社、2014年。ISBN 9784532134532
- R・グレン・ハバード・アンソニー・パトリック・オブライエン著、竹中平蔵・真鍋雅史訳『ハバード経済学III 基礎マクロ編』日本経済新聞出版社、2014年。ISBN 9784532134549

### 解説・協力
- 菊森淳文著・竹中平蔵協力『学習する会社のナレッジ・コラボレーション 全社をあげてノウハウを進化させよう！』かんき出版、2001年。ISBN 9784761259327
- ヨルゲン・ランダース著・竹中平蔵解説・野中香方子翻訳『2052 今後40年のグローバル予測』日経BP、2013年。ISBN 9784822249410

### 寄稿
- 竹中平蔵稿「J・A・シュンペーター――経済発展の本質をとらえる」日本経済新聞社編『現代経済学の巨人たち――20世紀の人・時代・思想』日本経済新聞社、1994年。ISBN 4532142652
- 竹中平蔵稿「デジタル革命と21世紀の日本社会」手嶋彩子編『デジタルエコノミー2001――日本とアメリカ』フジタ未来経営研究所、2001年。ISBN 4901322001

## 評伝
- 佐々木実 『市場と権力 「改革」に憑かれた経済学者の肖像』 講談社、2013年。ISBN 4062184230

### 関連人物
- 小泉純一郎
- 加藤秀樹
- 岸博幸
- 木村剛
- 宮内義彦
- 田原総一朗
- 南部靖之
- リチャード・クー
- ミルトン・フリードマン
- ローレンス・クライン
- グレン・ハバード
- ジェフリー・サックス（ハーバード大学に留学中に知り合う）
- ローレンス・サマーズ （ハーバード大学に留学中に知り合う）
- ロバート・フェルドマン
- フレッド・バーグステン
- デービッド・アトキンソン